# ABKCO Records
ABKCO Music & Records, Inc. (Allen & Betty Klein Company) é uma gravadora independente americana, editora musical e produtora de filmes e vídeos. Ela possui e/ou administra os direitos das músicas de Sam Cooke, Rolling Stones, Animals, Herman's Hermits, Marianne Faithfull, Dishwalla, The Kinks, bem como do selo Cameo-Parkway, que inclui gravações de artistas como Chubby Checker, Bobby Rydell, The Orlons, The Dovells, Question Mark & the Mysterians, The Tymes e Dee Dee Sharp. Até 2009, a ABKCO administrou a Philles Records e suas gravações master, incluindo sucessos dos Righteous Brothers, The Ronettes, The Crystals e outros (através de um acordo de licenciamento com a EMI Music Publishing, que possuía o catálogo da Philles desde meados da década de 1990). A gravadora é famosa por seus contratos de gestão e ações judiciais movidas por seu fundador Allen Klein, este último persistiu até sua morte.
A ABKCO Records é atualmente distribuída pela Universal Music Distribution, que também controla a distribuição do catálogo pós-ABKCO dos Rolling Stones através da Polydor Records e Interscope Records.
Além da música, a ABKCO controla os direitos dos primeiros filmes de Alejandro Jodorowsky, incluindo Fando y Lis, El Topo e The Holy Mountain. Além disso, atuaram como produtora do filme de 2020 de Regina King, One Night in Miami, no qual Sam Cooke é o personagem central.
Embora raramente lance músicas novas, a gravadora lançou Believe, um álbum para caridade realizado pelo jogador profissional de beisebol Nick Swisher, e álbuns de trilhas sonoras de filmes dirigidos por Wes Anderson e Edgar Wright.

## História
ABKCO é a empresa sucessora de uma empresa fundada em 1961 como Allen Klein & Co. Allen Klein (1931–2009) era então um gerente de negócios especializado em clientes musicais, incluindo Bobby Darin e Sam Cooke e, mais tarde, administrou os Rolling Stones e os Beatles. A ABKCO Industries foi fundada em 1968 como uma empresa guarda-chuva envolvida em gestão, edição musical, cinema, TV e produção teatral. (A sigla significava "Allen & Betty Klein and COMPany", embora Klein costumasse brincar que significava "A Better Kind of COMPany"). Mais tarde naquele ano, a ABKCO adquiriu o catálogo da Cameo-Parkway Records junto com uma fábrica que a empresa mais tarde usou para produzir discos de vários de seus artistas, incluindo os Beatles e os Rolling Stones.
A gravadora foi fortemente criticada por muitos fãs por manter o material da Cameo-Parkway indisponível até 2005. A política de licenciamento da ABKCO impedia o lançamento da versão original das músicas para compilações. ABKCO esteve presente em todo o catálogo de músicas de artistas como Bobby Rydell e Chubby Checker. Alguns artistas originais tiveram que regravar seus sucessos para incluí-los em LPs antigos e baratos. Checker foi forçado a regravar seus sucessos como "The Twist".
A ABKCO atua no lançamento de compilações e reedições de seus catálogos, filmes e veiculação comercial de suas gravações master e propriedades de publicação musical. Jody Klein, presidente da ABKCO, foi creditado no encarte das gravações não apenas por ter finalmente lançado as gravações de Cameo-Parkway (que ele possui parcialmente), mas também por supervisionar uma extensa remasterização dos Rolling Stones, The Animals, Herman's Hermits e gravações de Sam Cooke dos anos 1960. Allen Klein morreu em 2009.

## Ações judiciais
Em janeiro de 1970, os Beatles assinaram um contrato de gestão de publicação musical com a ABKCO Industries. Em algum momento após a rescisão do contrato, a ABKCO processou o grupo, um processo resolvido em 1977, quando os Beatles pagaram à ABKCO US$ 4,2 milhões; outros processos judiciais relacionados aos Beatles da ABKCO continuaram por pelo menos uma década.
Um desses casos incluiria ABKCO Music, Inc. Harrisongs Music, Ltd. O ex-Beatle George Harrison (sob Harrison Interests) foi processado pela Bright Tunes Music Corporation pelas semelhanças entre "My Sweet Lord" de Harrison e "He's So Fine" (por The Chiffons), cujos direitos pertenciam à Bright Tunes. Na época, a ABKCO gerenciava trabalhos lançados por Harrison, bem como outros materiais dos Beatles, o que significava que eles eram réus no caso; isto é, até que a ABKCO fizesse uma moção bem-sucedida para adquirir a Bright Tunes e todos os seus direitos autorais, após anos de negociação. Outro processo foi então iniciado pela ABKCO contra Harrison Interests sobre as semelhanças entre "My Sweet Lord" e "He's So Fine". Eventualmente, o caso foi considerado violação de direitos autorais por parte de Harrison, o que resultou no pagamento dele por danos pela violação; no entanto, a ABKCO também foi considerada culpada de violar seu dever fiduciário ao adquirir a Bright Tunes com conhecimento íntimo da defesa do réu no caso, indicando que a ABKCO estava retendo os lucros de sua aquisição, que deveriam ser pagos à Harrison Interests com juros. A decisão foi apelada por ambas as partes, mas a decisão do tribunal distrital foi mantida pelo tribunal de apelação.
ABKCO processou The Verve por sua música "Bitter Sweet Symphony", que traz amostras da gravação da Andrew Oldham Orchestra de "The Last Time" dos Rolling Stones. Em maio de 2019, Mick Jagger e Keith Richards dos Rolling Stones devolveram os direitos de todos os royalties futuros das músicas ao Verve (tendo rompido os laços com a ABKCO Records).
Em julho de 2008, a ABKCO abriu um processo contra Lil Wayne por violação de direitos autorais e concorrência desleal, referindo-se especificamente à faixa "Playing with Fire" de seu álbum Tha Carter III. No processo, a ABKCO alega que a música foi obviamente derivada de " Play with Fire" dos Rolling Stones, uma música da qual a ABKCO detém os direitos. Como resultado, "Playing with Fire" foi removido da lista de faixas musicais online do álbum Tha Carter III.